# Cykling vid olympiska sommarspelen 1992
Cykling under olympiska sommarspelen 1992 i Barcelona innehöll två discipliner: landsvägscykling och bancykling. Både herrar och damer tävlade. Bancyklingen hölls i Velòdrom d'Horta och landsvägscyklingen på Circuit de Catalunya och längs Autopista C-33  (för lag) och Sant Sadurní d'Anoia (individuellt).

## Resultat
10 olika grenar arrangerades och avgjordes i landsvägscykling, bancykling och terrängcykling/mountainbike.

### Medaljtabell
| Pl.    | Nation         | Guld | Silver | Brons | Totalt |
| ------ | -------------- | ---- | ------ | ----- | ------ |
| 1      | Tyskland       | 4    | 2      | 0     | 6      |
| 2      | Italien        | 2    | 1      | 0     | 3      |
| 3      | Australien     | 1    | 4      | 0     | 5      |
| 4      | Estland        | 1    | 0      | 0     | 1      |
| 4      | Storbritannien | 1    | 0      | 0     | 1      |
| 4      | Spanien        | 1    | 0      | 0     | 1      |
| 7      | Nederländerna  | 0    | 2      | 2     | 4      |
| 8      | Frankrike      | 0    | 1      | 1     | 2      |
| 9      | USA            | 0    | 0      | 2     | 2      |
| 10     | Belgien        | 0    | 0      | 1     | 1      |
| 10     | Kanada         | 0    | 0      | 1     | 1      |
| 10     | Danmark        | 0    | 0      | 1     | 1      |
| 10     | Lettland       | 0    | 0      | 1     | 1      |
| 10     | Nya Zeeland    | 0    | 0      | 1     | 1      |
| Totalt | Totalt         | 10   | 10     | 10    | 30     |

## Medaljörer

### Landsvägscykling
| Event                              | Guld                                                            | Silver                                                               | Brons                                                                            |
| Herrarnas linjelopp Detaljer...    | Fabio Casartelli Italien                                        | Erik Dekker Nederländerna                                            | Dainis Ozols Lettland                                                            |
| Damernas linjelopp Detaljer...     | Kathryn Watt Australien                                         | Jeannie Longo-Ciprelli Frankrike                                     | Monique Knol Nederländerna                                                       |
| Herrarnas lagtempolopp Detaljer... | Tyskland Michael Rich Bernd Dittert Christian Meyer Uwe Peschel | Italien Andrea Peron Flavio Anastasia Luca Colombo Gianfranco Contri | Frankrike Jean-Louis Harel Hervé Boussard Didier Faivre-Pierret Philippe Gaumont |

### Bancykling
| Event                                | Guld                                                                              | Silver                                                               | Brons                                                                      |
| Herrarnas förföljelse Detaljer...    | Chris Boardman Storbritannien                                                     | Jens Lehmann Tyskland                                                | Gary Anderson Nya Zeeland                                                  |
| Damernas förföljelse Detaljer...     | Petra Roßner Tyskland                                                             | Kathryn Watt Australien                                              | Rebecca Twigg USA                                                          |
| Herrarnas lagförföljelse Detaljer... | Tyskland Stefan Steinweg Andreas Walzer Guido Fulst Michael Glöckner Jens Lehmann | Australien Stuart O'Grady Brett Aitken Stephen McGlede Shaun O'Brien | Danmark Jan Petersen Michael Sandstød Ken Frost Jimmi Madsen Klaus Nielsen |
| Herrarnas sprint Detaljer...         | Jens Fiedler Tyskland                                                             | Gary Neiwand Australien                                              | Curtis Harnett Kanada                                                      |
| Damernas sprint Detaljer...          | Erika Salumäe Estland                                                             | Annett Neumann Tyskland                                              | Ingrid Haringa Nederländerna                                               |
| Herrarnas poänglopp Detaljer...      | Giovanni Lombardi Italien                                                         | Léon van Bon Nederländerna                                           | Cédric Mathy Belgien                                                       |
| Herrarnas tempolopp Detaljer...      | José Manuel Moreno Spanien                                                        | Shane Kelly Australien                                               | Erin Hartwell USA                                                          |